# James C. Greenwood

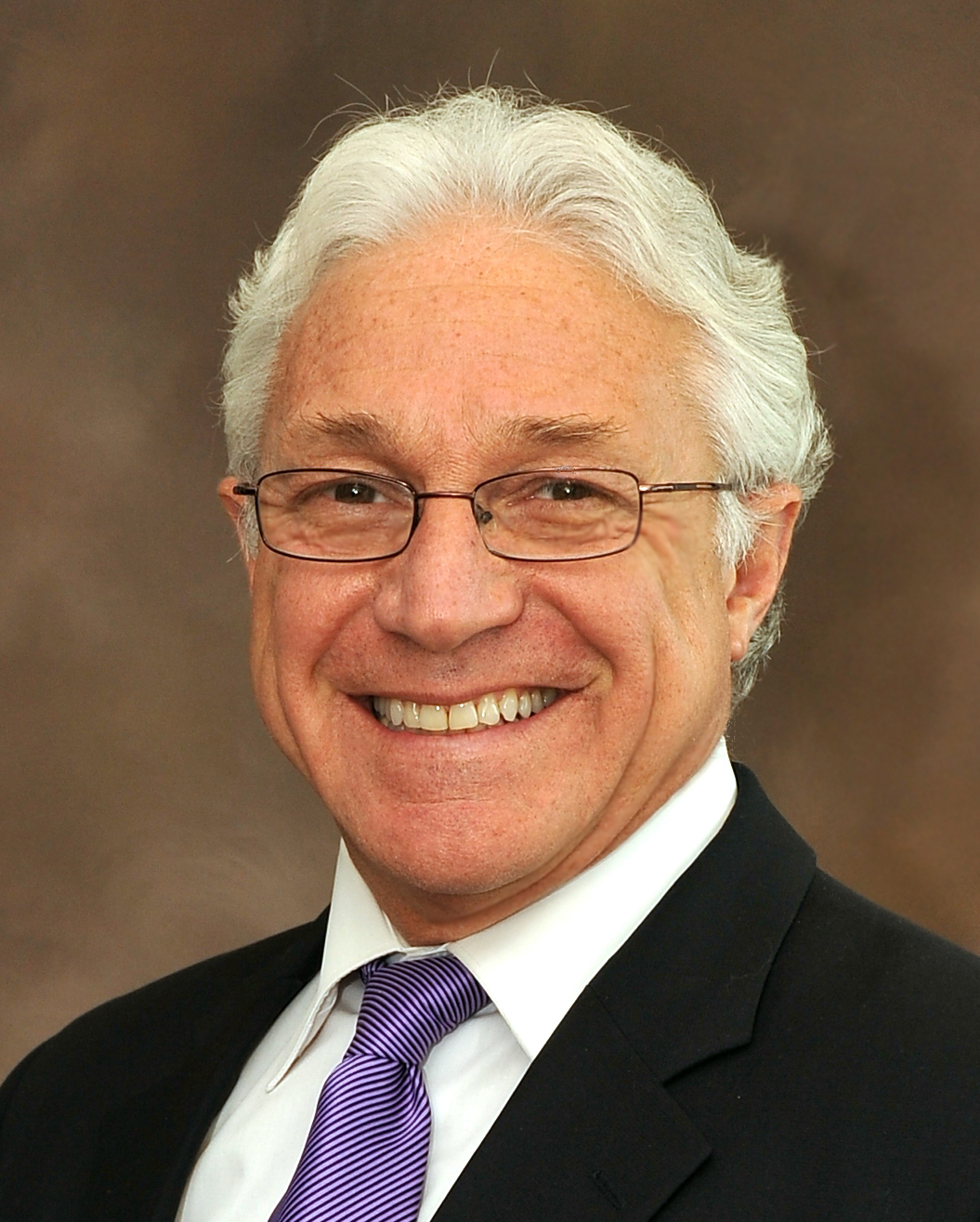
James C. Greenwood (2010)

James Charles Greenwood (* 4. Mai 1951 in Philadelphia, Pennsylvania) ist ein US-amerikanischer Politiker. Zwischen 1993 und 2005 vertrat er den Bundesstaat Pennsylvania im US-Repräsentantenhaus.

## Werdegang
James Greenwood besuchte bis 1969 die Council Rock High School in Newton. Danach studierte er bis 1973 am Dickinson College in Carlisle Soziologie. Zwischen 1972 und 1976 arbeitete er für John Renninger, einen Abgeordneten im Repräsentantenhaus von Pennsylvania. Von 1977 bis 1980 war er im Bucks County als Sozialarbeiter bei der Jugendbetreuung tätig. Gleichzeitig schlug er als Mitglied der Republikanischen Partei eine politische Laufbahn ein. Von 1981 bis 1986 war er Abgeordneter im Repräsentantenhaus von Pennsylvania, von 1987 bis 1992 gehörte er Staatssenat an.
Bei den Kongresswahlen des Jahres 1992 wurde Greenwood im achten Wahlbezirk von Pennsylvania in das US-Repräsentantenhaus in Washington, D.C. gewählt, wo er am 3. Januar 1993 die Nachfolge des Demokraten Peter H. Kostmayer antrat. Nach fünf Wiederwahlen konnte er bis zum 3. Januar 2005 sechs Legislaturperioden im Kongress absolvieren. In diese Zeit fielen die Terroranschläge am 11. September 2001, der Irakkrieg und der Militäreinsatz in Afghanistan. Greenwood war zeitweise Mitglied im Ausschuss für Energie und Handel und im Ausschuss für Bildung und Arbeit. Er galt als moderater bis liberaler Parlamentarier. Während des später gescheiterten Amtsenthebungsverfahrens gegen Präsident Bill Clinton stimmte er in zwei von vier Anklagepunkten mit den Demokraten für den Präsidenten.
Mitten im Wahlkampf des Jahres 2004, an dem er bis dahin teilnahm, verkündete James Greenwood vollkommen überraschend seinen Verzicht auf eine weitere Kandidatur und stieg aus dem Rennen um die Wiederwahl aus. Heute ist er Vorstandsvorsitzender der Biotechnology Industry Organisation (BIO).
Im US-Präsidentschaftswahlkampf 2024 unterstützte Greenwood die Kampagne Republicans for Harris.
Mit seiner Frau Tina hat er vier erwachsene Kinder.

## Einzelnachweis
1. ↑  "Für unsere Freiheit"– Jetzt wenden sich Republikaner von Trump ab. In: t-online. 6. August 2024, abgerufen am 7. August 2024.

| Vorgänger          | Amt | Nachfolger       |
| ------------------ | --- | ---------------- |
| Peter H. Kostmayer | Abgeordneter im Repräsentantenhaus der Vereinigten Staaten für Pennsylvania (8. Wahlbezirk) 3. Januar 1993 – 3. Januar 2005 | Mike Fitzpatrick |

| Personendaten    | Personendaten                                 |
| ---------------- | --------------------------------------------- |
| NAME             | Greenwood, James C.                           |
| ALTERNATIVNAMEN  | Greenwood, James Charles (vollständiger Name) |
| KURZBESCHREIBUNG | US-amerikanischer Politiker                   |
| GEBURTSDATUM     | 4. Mai 1951                                   |
| GEBURTSORT       | Philadelphia, Pennsylvania                    |